# 波蘭鐵路運輸

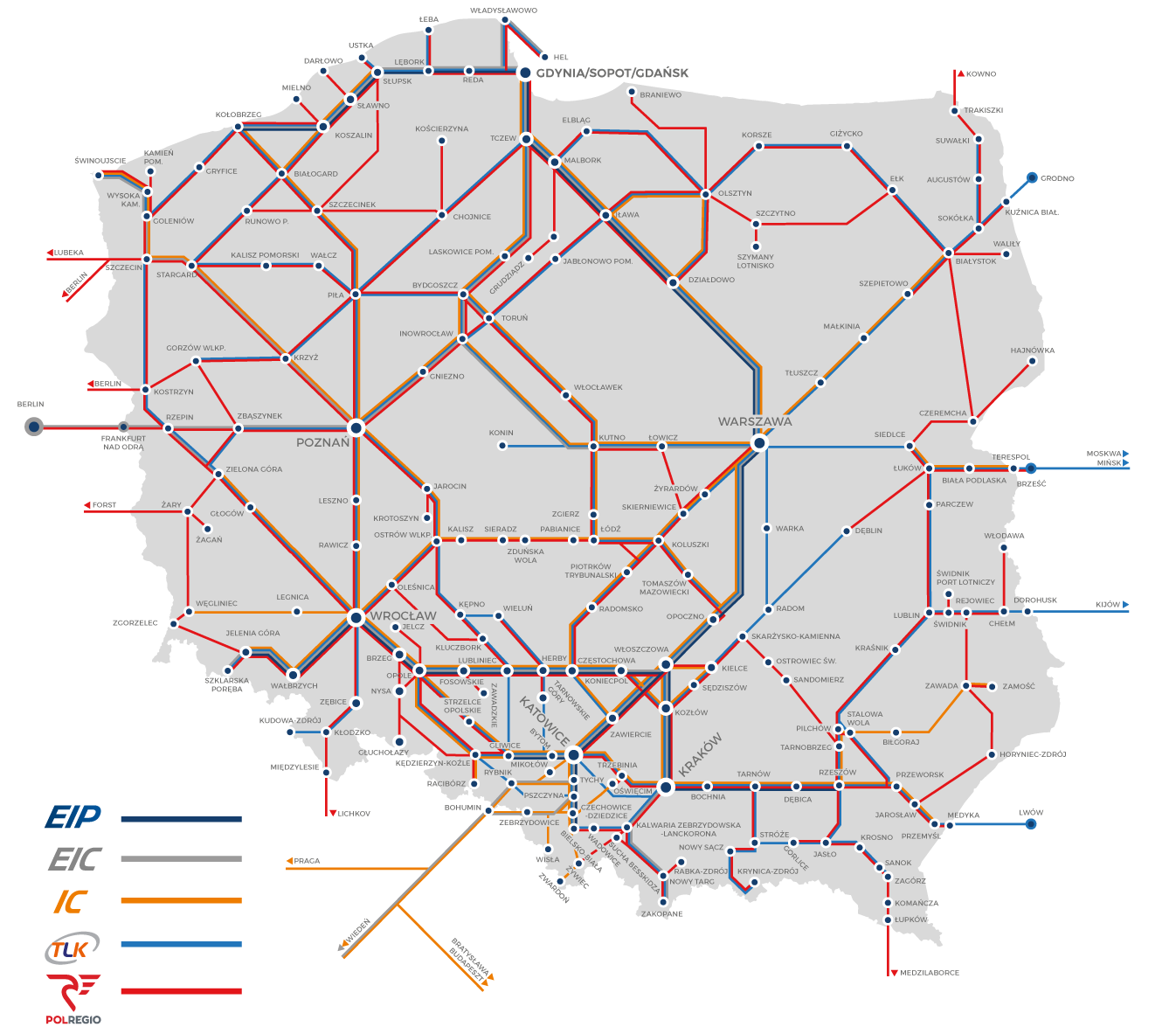
波蘭鐵路路網

波蘭境內的的第一条铁路线于1842年开通。2008年，波蘭的鐵路路線總長度約為19,599公里。波蘭有多條開往鄰國的國際列車。在波蘭剛獨立時，波蘭的鐵路網是由諸多國家的鐵路網拼湊而成的。由於缺乏維修，許多路線實行限速。波蘭鐵路網已經實現電氣化。在加入歐盟之後，波蘭得到歐盟融資，鐵路網也開始實現電氣化。2008年，波蘭宣布將導入TGV，實現高速鐵路的計劃。截至2018年12月31日，波蘭铁路运营總里程達1.92万公里，其中电气化總里程達1.19万公里。

## 外部連結
- National railways operator company official website
- Current train schedule （页面存档备份，存于）
- Information on the periodic difficulties in the movement of trains in Poland （页面存档备份，存于）
- Information about current delays trains （页面存档备份，存于）
- Polish Rail TV （页面存档备份，存于）
- Rail carrier PKP Intercity （页面存档备份，存于）
- Rail carrier Przewozy Regionalne Portuguese Web Archive的存檔，存档日期2016-01-11